# Mesocolpia
Mesocolpia là một chi bướm đêm thuộc họ Geometridae.

## Các loài
- Mesocolpia consobrina (Warren, 1901)
- Mesocolpia dexiphyma (Prout, 1937)
- Mesocolpia marmorata (Warren, 1899)
- Mesocolpia nanula (Mabille, 1900)
- Mesocolpia peremptata (Walker, 1862)
- Mesocolpia protrusata (Warren, 1902)
- Mesocolpia subcomosa Warren, 1901

Chuyển sang chi khác
- Mesocolpia lita (Prout, 1916) chuyển sang chi Pasiphila[3]

## Hình ảnh

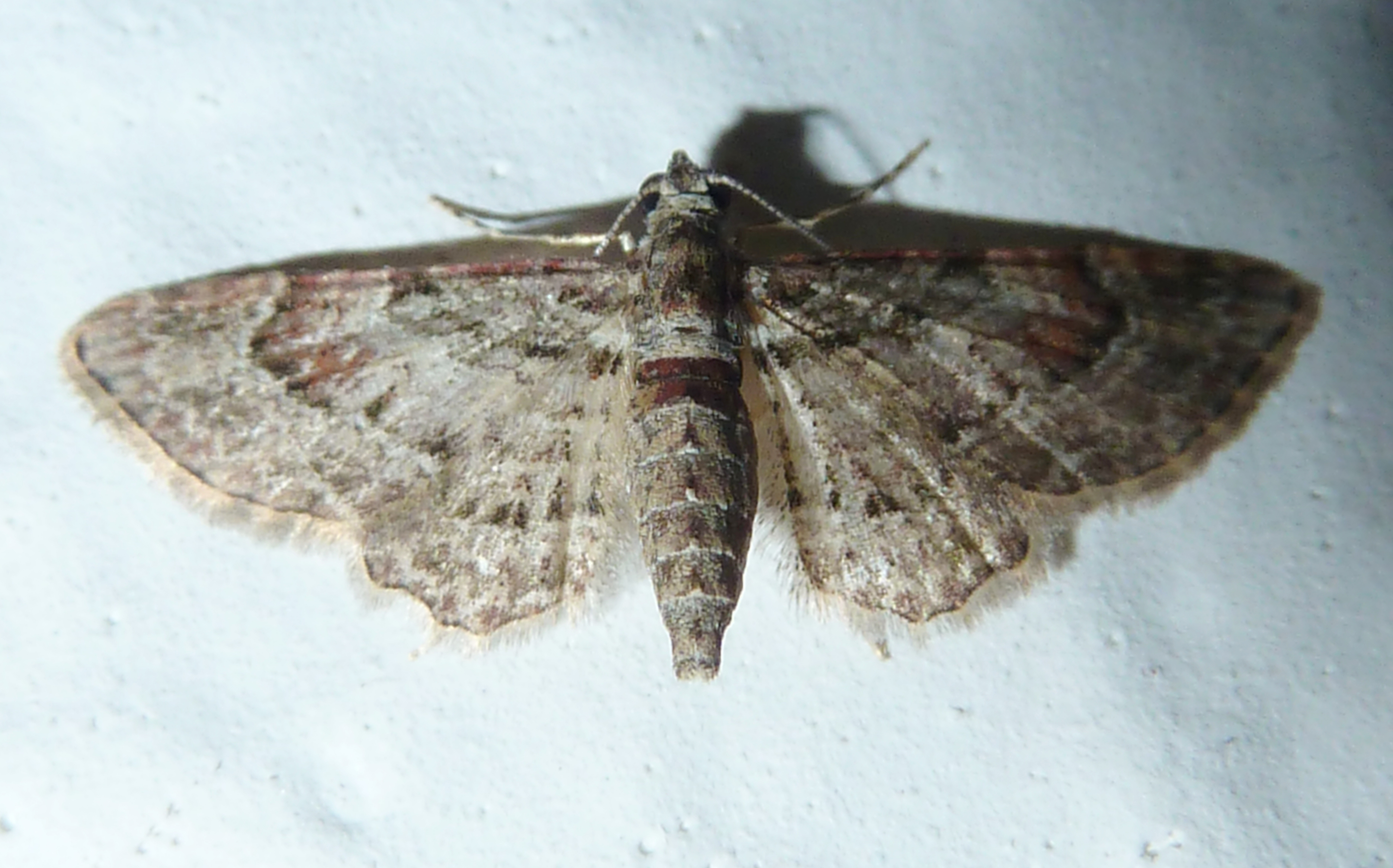
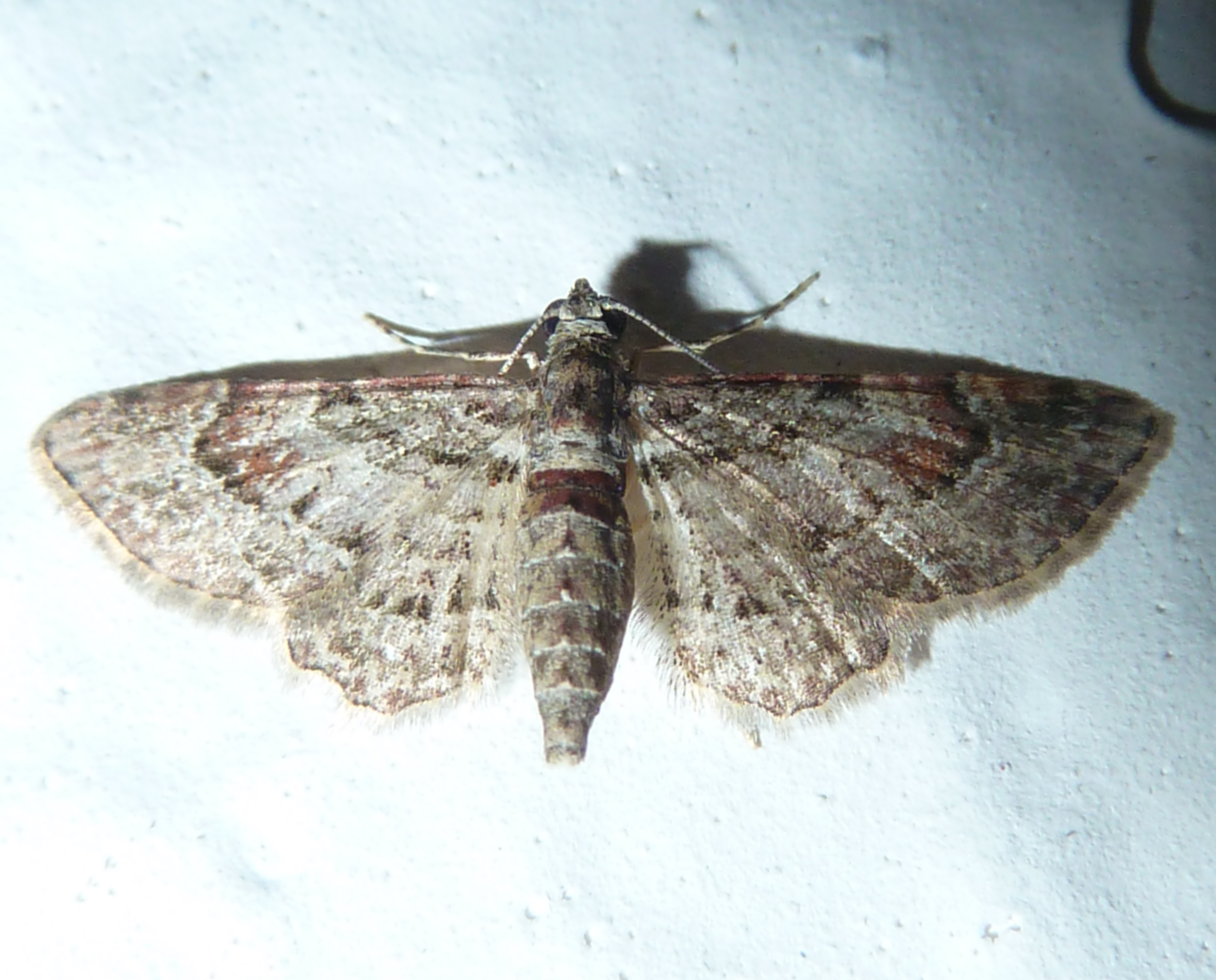